# Harold Moody (lekkoatleta)
Harold Ernest Arundel Moody (ur. 1 listopada 1915 w Camberwell, zm. 12 września 1986 w Auckland) – brytyjski lekkoatleta, specjalista pchnięcia kulą, medalista igrzysk Imperium Brytyjskiego w 1950.
Jego ojciec Harold Moody (1882–1947) był pochodzącym z Jamajki brytyjskim lekarzem, działaczem walczącym o równouprawnienie osób bez względu na rasę i kolor skóry.
Moody wystąpił w pchnięciu kulą na igrzyskach olimpijskich w 1948 w Londynie, ale odpadł w eliminacjach. Jako reprezentant Anglii zdobył srebrny medal w tej konkurencji, przegrywając jedynie z Mataiką Tuicakau z Fidżi, a wyprzedzając Leo Roininena z Kanady, na igrzyskach Imperium Brytyjskiego w 1950 w Auckland. Na tych samych igrzyskach zajął 7. miejsce w rzucie dyskiem.
Był wicemistrzem Wielkiej Brytanii (AAA) w pchnięciu kulą w 1948 i 1949 oraz brązowym medalistą w tej konkurencji w 1946 i 1947.
W 1951 wyemigrował do Nowej Zelandii. Był mistrzem tego kraju w pchnięciu kulą w 1951/1952 i 1952/1953 oraz w rzucie dyskiem w 1952/1953.
Przez 6 lat był burmistrzem Glen Eden, przedmieścia Auckland.